# Badmintonmeisterschaft von Trinidad und Tobago 1969
Die Badmintonmeisterschaft von Trinidad und Tobago 1969 fand in Port of Spain statt. Es war die fünfte Auflage der nationalen Titelkämpfe von Trinidad und Tobago im Badminton.

## Titelträger
| Disziplin    | Sieger                         |
| ------------ | ------------------------------ |
| Herreneinzel | Winston Young Pow              |
| Dameneinzel  | Moyra Carr                     |
| Herrendoppel | Winston Young Pow Stafford Lau |
| Damendoppel  | Moyra Carr Marion Allan        |
| Mixed        | Ralph Shah Moyra Carr          |